# Didemnum fibriae
Didemnum fibriae är en sjöpungsart som beskrevs av Kott 2004. Didemnum fibriae ingår i släktet Didemnum och familjen Didemnidae. Inga underarter finns listade i Catalogue of Life.